# Valdigne
Con il termine Valdigne (pron. fr. AFI: [valdiɲ] - Vaoudagne in patois valdostano) si intende la parte superiore della Valle d'Aosta.

## Geografia
Percorsa dal corso superiore della Dora Baltea, si estende dal comune di La Salle a quello di Courmayeur inglobando le valli laterali della Val Ferret, della Val Veny e il vallone di La Thuile.

### Comuni
I comuni della Valdigne sono: Courmayeur, La Salle, La Thuile, Morgex e Pré-Saint-Didier, che costituiscono l'Unité des Communes valdôtaines Valdigne-Mont-Blanc.